# Kuivisto (ö i Södra Savolax, S:t Michel)
Kuivisto är en ö i Finland. Den ligger i sjön Puula och i kommunen Hirvensalmi i den ekonomiska regionen  S:t Michel och landskapet Södra Savolax, i den södra delen av landet, 200 km norr om huvudstaden Helsingfors. Öns area är 8,5 hektar och dess största längd är 460 meter i sydöst-nordvästlig riktning.